# Møgeltønder

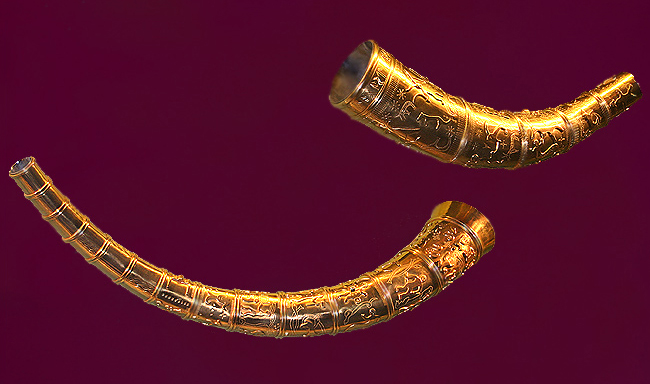
Gallehaus aranyszarvai

Møgeltønder (németül: Mögeltondern, 799 lakosú város Dániában, Dél-Jütlandban, a Tønder önkormányzatban.

## Fekvése
A dán Jütland-félsziget délnyugati sarkában, 5 kilométerre, északra a dán-német határtól és Tøndertől 4 kilométerrel nyugatra fekvő település.

## Leírása
A város keleti részén található a Schackenborg-kastély, Joakim herceg lakhelye 1995-2014-ben, valamint itt van Slotsgaden is, ahol sok, jól megőrzött 18. és 19. századi ház található. A közeli Gallehausban 1639-ben, illetve 1734-ben találták meg a két híres, úgynevezett  gallehausi aranyszarvat.
A møgeltønderi macskakövekkel kirakott sugárutját még 1680 körül a Slotsgadent grófok készíttették. A környező  épületeket a grófok alkalmazottaiknak építtették. Az utca ma egyedülálló lakókörnyezet példája a 18. és 19. századból.
Møgeltønder temploma a "fejedelmi templom" -építés legjobb példája Dél-Jütlandban.

## Nevezetességek
- Schackenborg-kastély A  kastélyt az 1660-as évek elején Hans Schack tábornagy és háborús hős építtette barokk stílusban.